# 刘家琛 (1937年)
刘家琛（1937年10月—），男，四川三台人，中华人民共和国大法官。

## 生平
1961年9月，毕业于西南政法学院法律系。之后供职于四川省高级人民法院。1982年，任四川省绵阳中级人民法院副院长。1992年，任最高人民法院审判委员会委员、刑事审判第一庭庭长。1993年7月，被任命为最高人民法院副院长。